# Srce TV
Srce TV je bila hrvatska regionalna televizija koja se emitirala iz grada Čakovca za područje digitalne regije D3.
Srce TV, nekada kao Čakovečka televizija, program je emitirala od 2002. godine. Većina programa bila je lokalne tematike s dvadesetak vlastitih emisija. U programu su se često mogle naći reportaže ili emisije o važnim događajima, kulturnim ili sportskim manifestacijama u Međimurju.
Tvrtka Mijor d.o.o iz Čakovca je vlasnik koncesije od polovice 2006. godine.

## Prestanak emitiranja
Srce TV je 7. travnja 2020. prestala s emitiranjem redovitog programa zbog stečaja tvrtke.

## Vanjske poveznice
- Službene stranice Srce TV  Arhivirana inačica izvorne stranice od 28. travnja 2012. (Wayback Machine)